# Beldings maskerzanger
Beldings maskerzanger (Geothlypis beldingi) is een zangvogel uit de familie Parulidae (Amerikaanse zangers). Het is een bedreigde, endemische vogelsoort in Baja California in noordwestelijk Mexico. De naam is een eerbetoon aan de Amerikaanse vogelkundige Lyman Belding (1829 - 1917).

## Kenmerken
De vogel is 14 cm lang. Het is een olijfgroen met geel gekleurde Amerikaanse zangvogel, van boven donker olijfgroen met helder gele borst en buik en met een donker masker rond het oog en de oorstreek. De snavel is zwart. De ondersoort  G. b. goldmani is wat doffer gekleurd met een bruinachtige waas op de flanken.

## Verspreiding en leefgebied
Deze soort is endemisch in de staat Baja California in noordwestelijk Mexico en telt twee ondersoorten:
- G. b. goldmani: Midden-Baja California.
- G. b. beldingi: Zuid-Baja California.

Het leefgebied bestaat uit rietland of velden met lisdodde in moerassen of langs rivieren.

## Status
Beldings maskerzanger heeft een beperkt verspreidingsgebied en daardoor is de kans op uitsterven aanwezig. De grootte van de populatie werd in 2017 door BirdLife International geschat op 1000 tot 2500 volwassen individuen en de populatie-aantallen nemen af door habitatverlies. Natuurlijk moerasgebied wordt omgezet in gebied voor agrarisch gebruik, infrastructuur en menselijke bewoning. Om deze redenen staat deze soort als kwetsbaar op de Rode Lijst van de IUCN.